# Antoine Laurent Dantan
Antoine Laurent Dantan (8 de dezembro de 1798, Saint-Cloud – 25 de maio de 1878, Saint-Cloud) foi um escultor académico francês, conhecido como 'Dantan, o Velho' para o distinguir do seu irmão um pouco mais novo, Jean-Pierre Dantan (1800–1869), que também foi escultor. Foi premiado com o Prémio de Roma para escultura em 1828.
Os irmãos Dantan são por vezes confundidos na literatura. Ambos entraram no estúdio de François-Joseph Bosio, na École nationale supérieure des beaux-arts em Paris, em 1823. Antoine foi o assunto de um artigo no jornal francês L'Illustration em 1850. Teve um filho, Édouard Joseph Dantan (1848–1897), que foi um conhecido pintor.

## Galeria

Obras
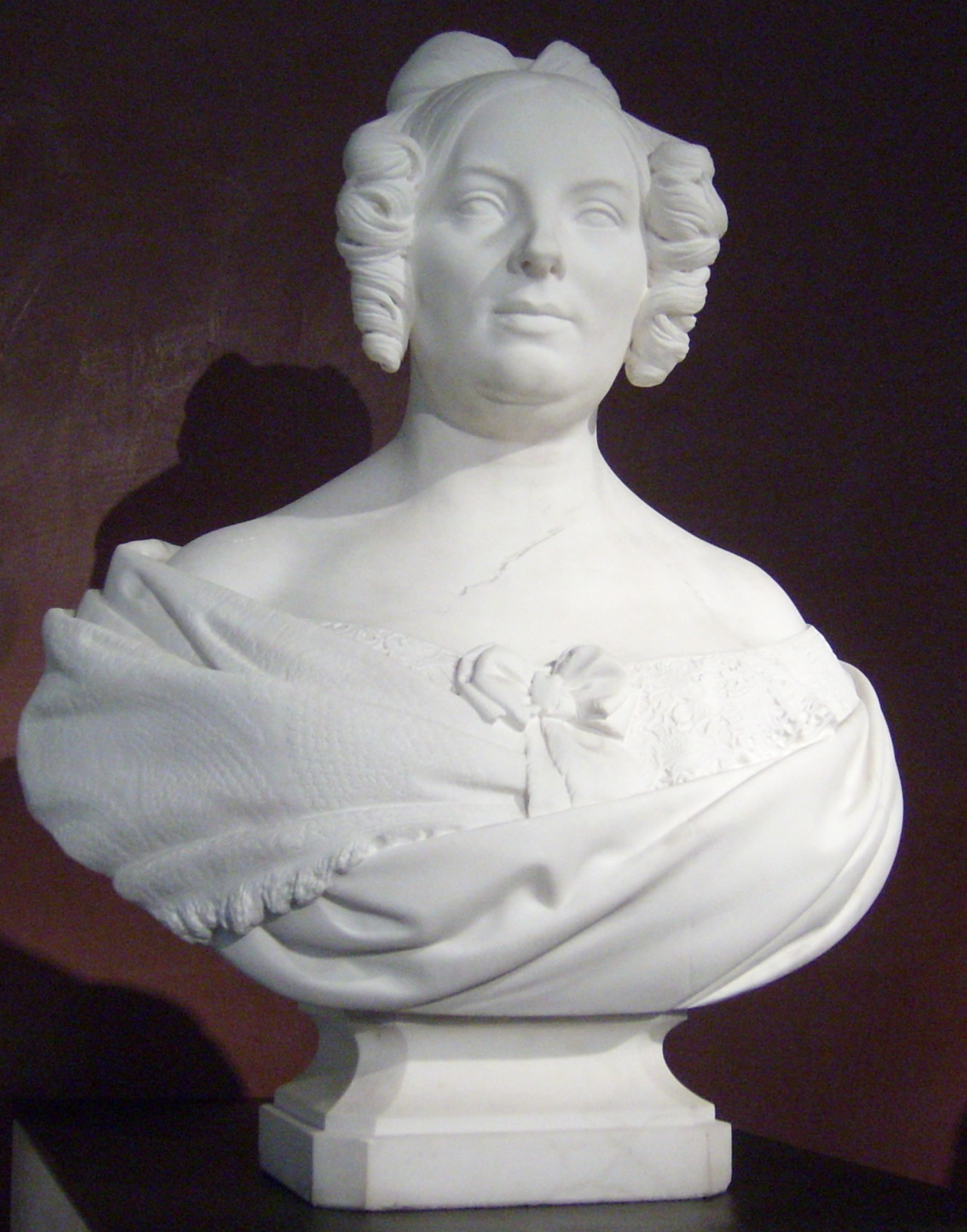
Madame de Mirbel (1852), Amiens, Museu da Picardia.
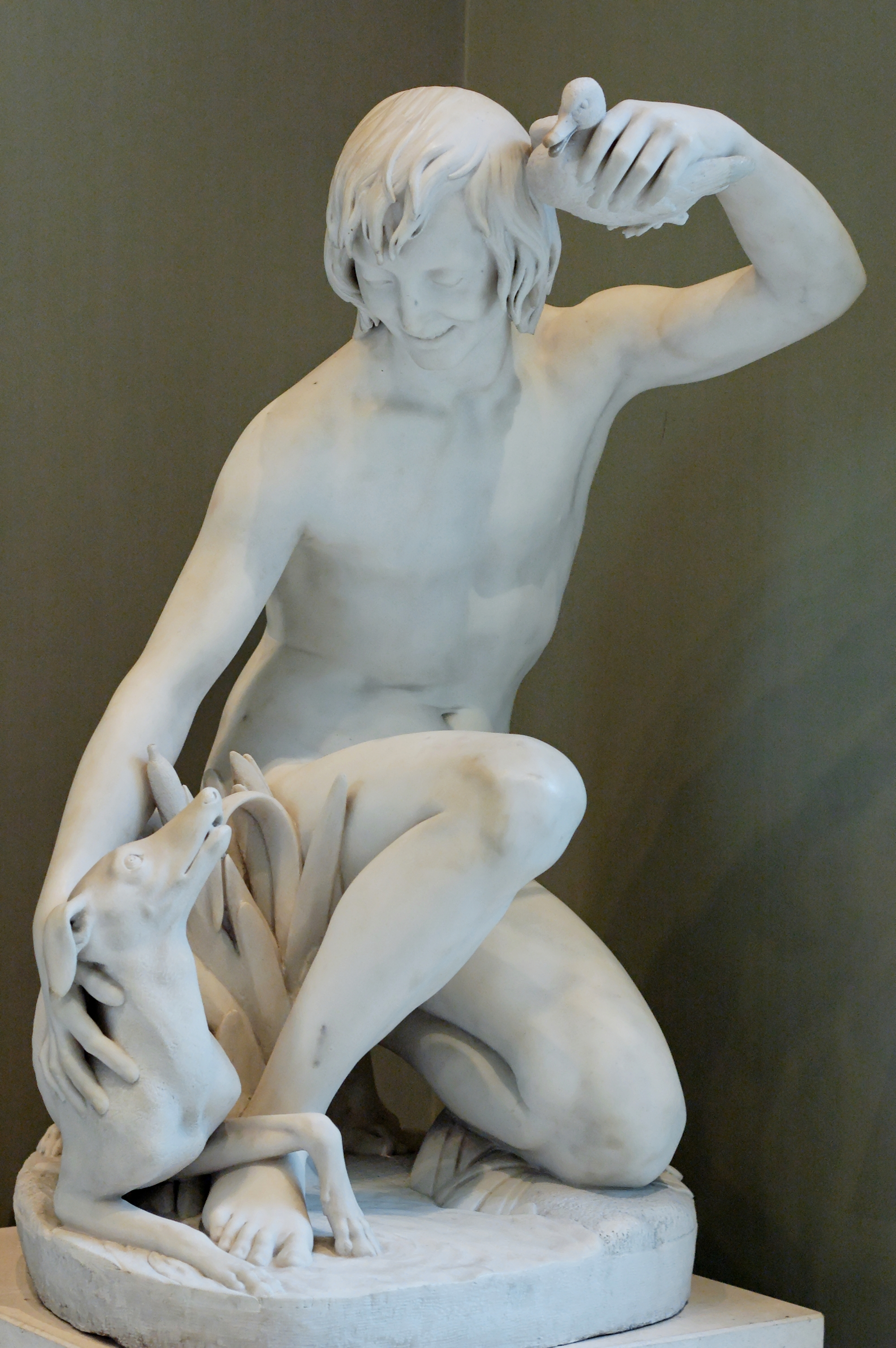
Jeune Baigneur jouant avec un chien (1833), Paris, Museu do Louvre.
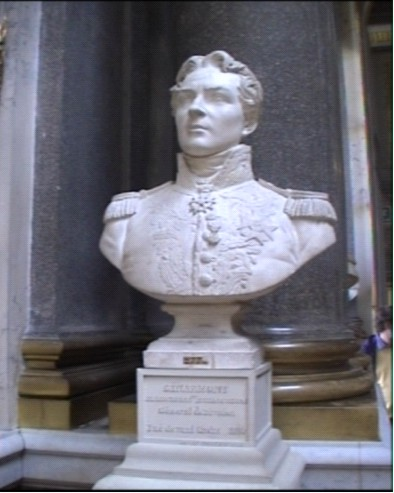
Alexandre Antoine Hureau, barão de Senarmont, Palácio de Versailles, Galeria das Batalhas.
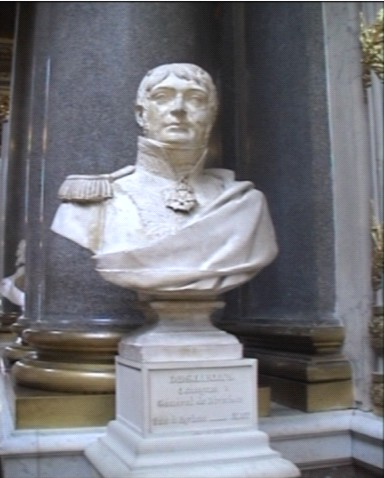
Jacques Desjardins, Palácio de Versailles, Galeria das Batalhas.